# Ischnothyreus ogatai
Espèce
Ischnothyreus ogatai est une espèce d'araignées aranéomorphes de la famille des Oonopidae.

## Distribution
Cette espèce est endémique de l'archipel Nansei au Japon. Elle se rencontre sur Iriomote-jima.

## Description
La femelle holotype mesure 1,61 mm et le mâle paratype 1,31 mm.

## Systématique et taxinomie
Cette espèce a été décrite par Suzuki, Hidaka et Tatsuta en 2023.

## Étymologie
Cette espèce est nommée en l'honneur de Kiyoto Ogata.

## Publication originale
- Suzuki, Hidaka & Tatsuta, 2023 : « Revision of goblin spiders (Araneae: Oonopidae) in the Nansei Islands, southwest Japan, with description of a new species. » Zootaxa, no 5323(2), p. 216-242.